# Соловьёв, Николай Александрович (протоиерей)
Никола́й Алекса́ндрович Соловьёв (1838 — 1917) — протоиерей Русской православной церкви, церковный историк и педагог.

## Биография
Родился в 1838 году. В 1860 году окончил Вифанскую духовную семинарию. С 1862 по 1873 год занимал должность преподавателя Заиконоспасского духовного училища, преподавал катехизис, латинский язык, нотное пение и русскую грамматику, одновременно с этим занимая должность диакона в Николаевской церкви при Московской духовной семинарии. В 1865 ему была поручена должность письмоводителя семинарского Правления. 25 октября 1870 года был рукоположён в священники, 10 декабря того же года был определён на должность законоучителя в Мясницкой женской школе Московского благотворительного общества.
В 1872 году получил место приходского священника в Панкратьевской церкви у Сухаревой башни. С 1877 года служил в Церкви Троицы в Полях в Китай-городе (также составил её описание под названием «Летопись Московской Троицкой в Полях церкви», М., 1887).
Издал три сборника документов по Крутицкой епархии.
18 (31) мая 1912 года состоялось чествование протоиерея Н. А. Соловьёва по случаю пятидесятилетия его служения в священном сане.
Место захоронения неизвестно.